# Windmolen van Erwetegem

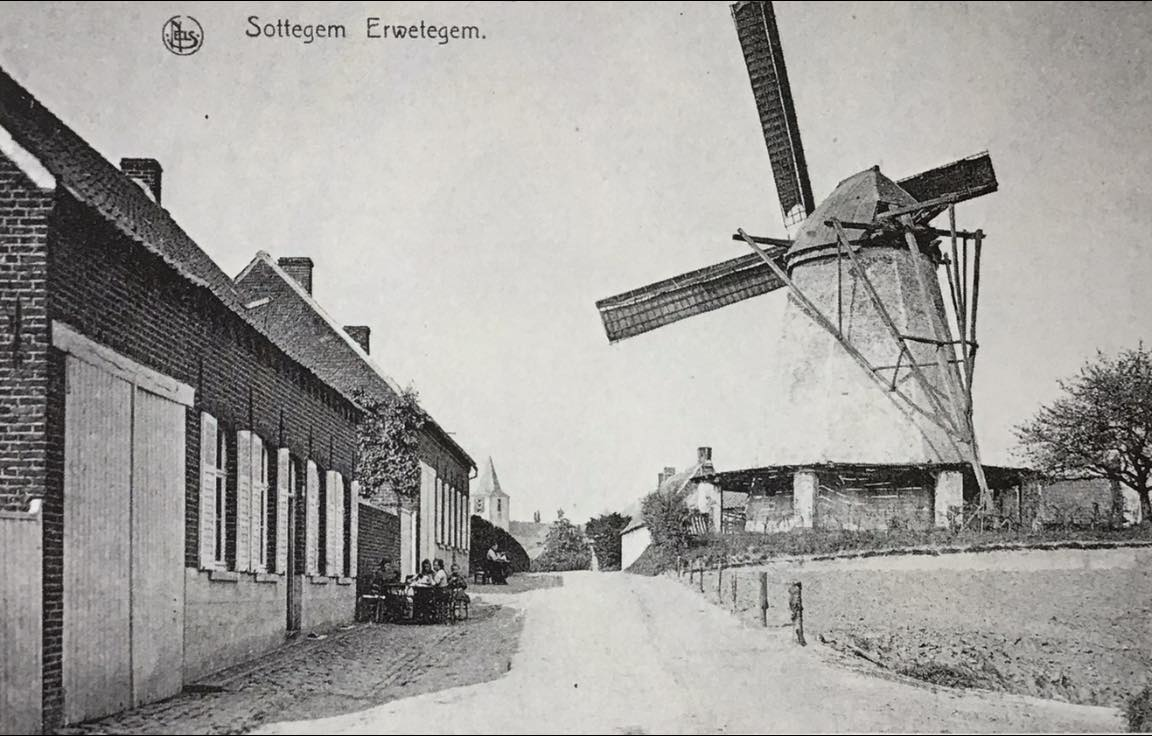

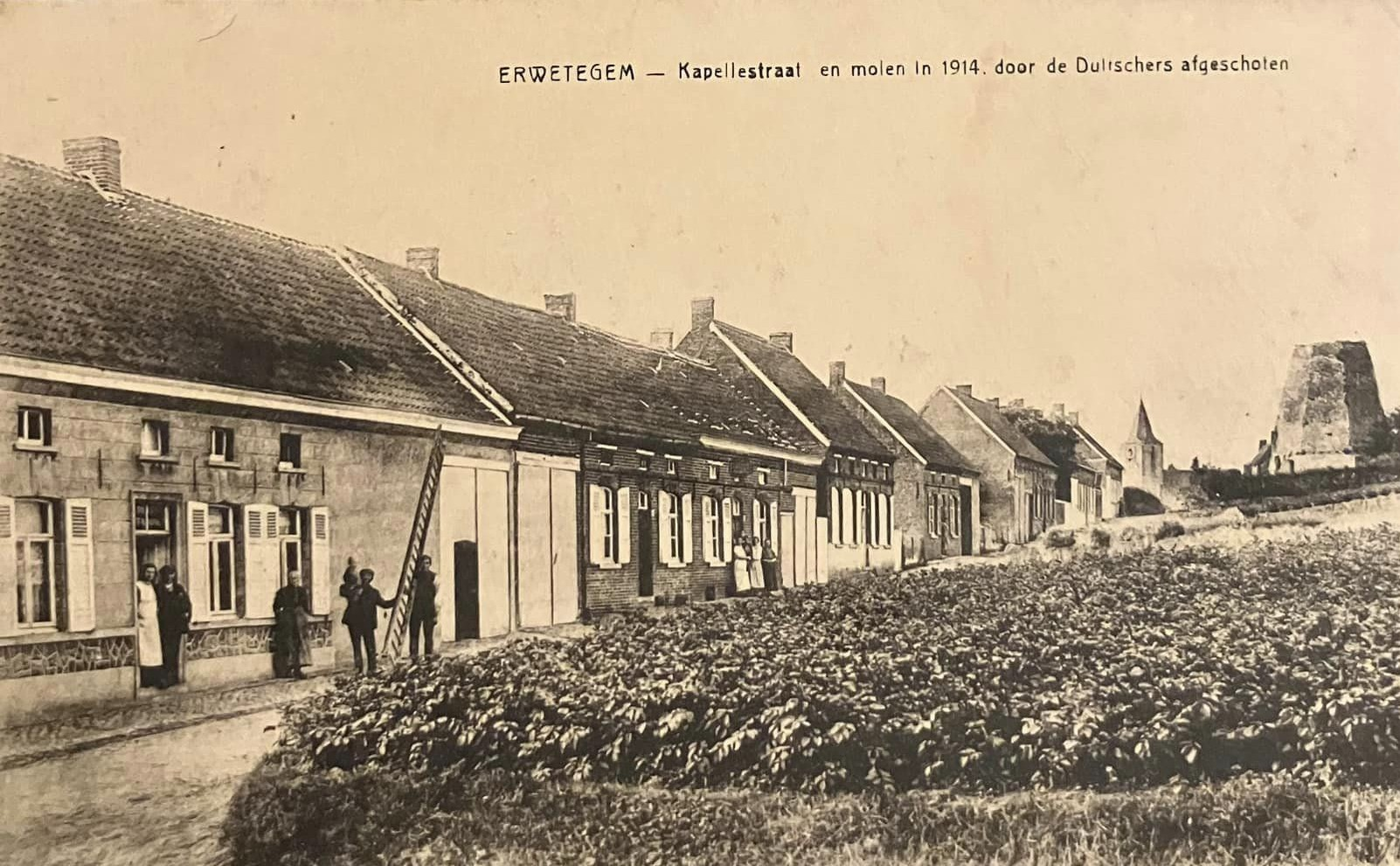

De windmolen van Erwetegem is een voormalige en intussen verdwenen windmolen in het Belgische Erwetegem, deelgemeente van Zottegem. 
Het molentype was een bovenkruier.
De molen was een achtkantige stenen graanwindmolen, die in 1728 was opgetrokken of verbouwd. In het begin van de 19de eeuw werd hij naast graanmolen ook als schorsmolen gebruikt. Omstreeks 1850 werd de molen vermeld als ‘stampkotmolen’, om olie te stampen of te persen uit lijnzaad en koolzaad.In 1871 werd de molen eigendom van de familie De Portemont, met eerst Charles-Louis en later zijn zoon René. Tien in de Eerste Wereldoorlog op 9 november 1914 Duitse Ulanen het dorp binnenreden, merkten ze dat men vanuit de molen de torens van Gent kon zien. De Duitsers dynamiteerden de molenkap om te voorkomen dat hij als observatiepost zou worden gebruikt. De molen brandde drie dagen en nachten en werd nooit meer hersteld. Na de Eerste Wereldoorlog werd de molen afgebroken.